# Leo von Hibler

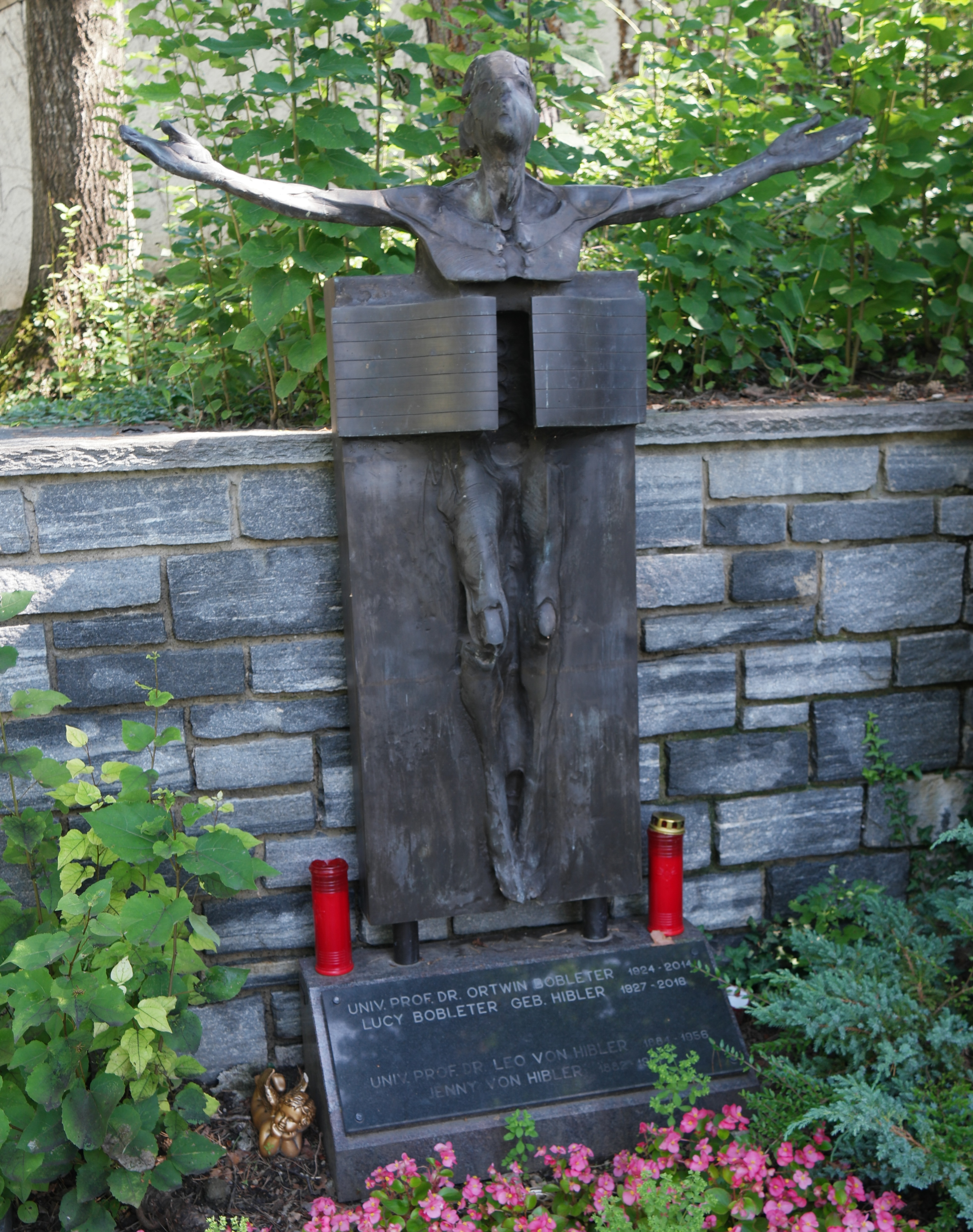
Grab von Leo von Hibler auf dem Friedhof Mühlau, Innsbruck

Leo Nikolaus von Hibler zu Lebmannsport (* 18. Dezember 1884 in Sillian, Österreich-Ungarn; † 20. November 1956 in Wien) war ein österreichischer Anglist.

## Leben
1903 bis 1908 studierte Hibler Englische Philologie an den Universitäten Innsbruck, Oxford und Paris. Er promovierte 1908 in Englischer Philologie an der Universität Innsbruck, worauf er bis 1928 als Mittelschullehrer in Marburg (Steiermark) arbeitete. 1919 verlor er mit dem Adelsaufhebungsgesetz seinen adligen Namen. 1914 bis 1928 war er Lektor für englische Sprache an der Technischen Hochschule Graz, 1921/22 Lektor für deutsche Sprache am University College London. 1925 erfolgte die Habilitation für Englische Sprache und Literatur an der Universität Graz. 
1928 bis 1929 war er ao. Prof. für Englische Philologie an der Deutschen Universität Prag, 1929 bis 1932 o. Prof. für englisch-amerikanische Wirtschaftssprache und Wirtschaftskunde an der Handelshochschule Leipzig. Dann lehrte er 1932–1936 als Professor für Englische Sprache und Literatur an der Technischen Hochschule Dresden, blieb aber 1932–1945 Honorarprofessor für englisch-amerikanische Wirtschaftssprache und Wirtschaftskunde an der Handelshochschule Leipzig. Hibler unterzeichnete im November 1933 das Bekenntnis der Professoren an den deutschen Universitäten und Hochschulen zu Adolf Hitler und war Mitglied im NSLB seit 1934. 1936 wurde er wegen fehlender Mitgliedschaft in der NSDAP zwangsemeritiert.
1946 wurde er Prof. für englisch-amerikanische Wirtschaftssprache und Wirtschaftskunde an der Handelshochschule Leipzig, 1946–1948 an der Universität Leipzig und 1948 bis 1954 Professor für Englische Philologie an der Universität Wien.
Er liegt auf dem Friedhof in Innsbruck-Mühlau begraben.

## Schriften (Auswahl)
- Das mittelenglische Versgedicht The Seege of Troye, 2 Bde., Graz 1928
- Amerikanische Kurzgeschichten von Washington Irving bis Jack London, Dieterich, Leipzig 1947